# Kenji Nener
Kenji Nener (ニナー 賢治, Kenji Nener) né le 26 mai 1993 à Perth en Australie est un triathlète professionnelle japonais, victorieux en 2021 et 2023 du championnat d'Asie.

## Biographie
Kenji Nener participe aux Jeux olympique de Tokyo en 2020 et de Paris en 2024, ou il prend la 14e et la 15e place des compétitions,.

## Palmarès
Le tableau présente les résultats les plus significatifs (podium) obtenus sur le circuit international de triathlon depuis 2015.
| Année | Compétition                                  | Pays         | Position           | Temps           |
| ----- | -------------------------------------------- | ------------ | ------------------ | --------------- |
| 2024  | Coupe d'Asie - étape de Hatsukaichi          | Japon        | Médaille d'or      | 1 h 53 min 51 s |
| 2024  | Coupe du monde - l'étape sprint de Hong Kong | Hong Kong    | Médaille de bronze | 53 min 24 s     |
| 2023  | Championnat du Japon                         | Japon        | Médaille d'or      | 1 h 48 min 29 s |
| 2023  | Jeux asiatiques                              | Chine        | Médaille d'or      | 1 h 50 min 54 s |
| 2023  | Championnat d'Asie                           | Chine        | Médaille d'or      | 1 h 50 min 54 s |
| 2023  | Jeux asiatiques - relais mixte               | Chine        | Médaille d'argent  | 1 h 26 min 21 s |
| 2022  | Championnat d'Asie - relais mixte            | Kazakhstan   | Médaille d'or      | 1 h 27 min 3 s  |
| 2022  | Championnat d'Asie                           | Kazakhstan   | Médaille d'argent  | 1 h 51 min 34 s |
| 2021  | Championnat d'Asie                           | Japon        | Médaille d'or      | 1 h 48 min 59 s |
| 2019  | Coupe d'Asie - étape de Shantou              | Chine        | Médaille d'or      | 1 h 42 min 59 s |
| 2019  | Championnat d'Asie - relais mixte            | Corée du Sud | Médaille d'or      | 1 h 18 min 35 s |
| 2015  | Championnat d'Australie (invité)             | Australie    | Médaille de bronze | 2 h 0 min 1 s   |